# Catherine Dior
Ginette Dior (Granville, 2 de agosto de 1917 - Callian, 17 de junho de 2008), mais conhecida como Catherine Dior, foi uma integrante da Resistência Francesa durante a Segunda Guerra Mundial. Envolvida com a unidade de inteligência franco-polonesa F2 desde novembro de 1941, foi presa em Paris em julho de 1944 pela Gestapo, depois torturada e deportada para o campo de concentração de mulheres de Ravensbrück. Dior foi posteriormente forçada a trabalhar na prisão militar de Torgau, no campo satélite de Buchenwald em Abberode e, finalmente, em uma fábrica perto de Leipzig. Após sua libertação em abril de 1945, ela recebeu várias medalhas de honra por seus atos na Resistência, principalmente a Croix de Guerre, a Medalha do Rei pela Coragem na Causa da Liberdade e a Legião de Honra.
Após o fim da guerra, Dior passou o resto de sua vida trabalhando com flores: primeiro como negociante de flores em Paris, depois como floricultora na Provença para a produção de fragrâncias. Ela era próxima do irmão, o conhecido estilista Christian Dior. Lançado em 1947, o perfume Miss Dior é frequentemente dito como tendo sido criado em sua homenagem por Christian. Catherine Dior ajudou a preservar o legado de seu irmão após sua morte em 1957, e se tornou a presidente honorária do Museu Christian-Dior de 1999 até sua morte em 2008, aos 90 anos.

## Biografia

### Primeiros anos

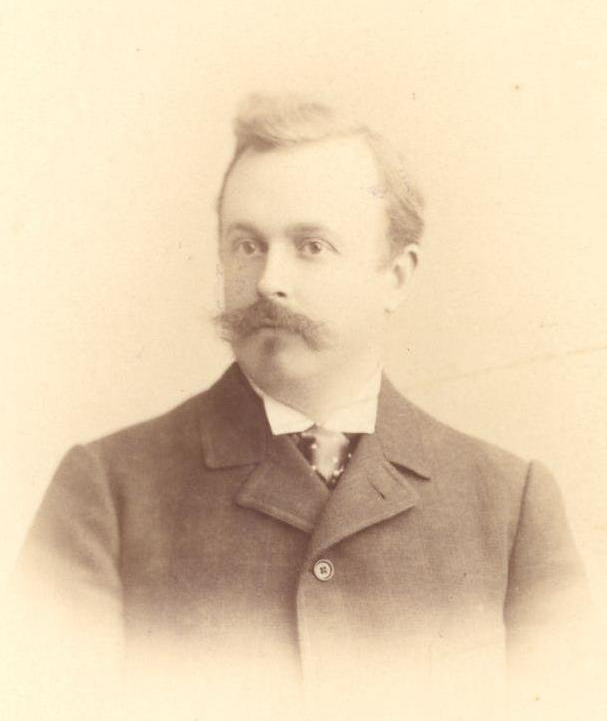
Pai de Catherine Maurice Dior (1872–1946). Na foto c. 1900.

Ginette Dior - que mais tarde assumiu o nome de Catherine - nasceu em Granville, Normandia, em 2 de agosto de 1917, filha mais nova de Maurice Dior (1872 - 1946), industrial de fertilizantes, e de Madeleine Dior, nascida Martin (1879 - 1931). Ela tinha quatro irmãos: Raymond - o pai de Françoise Dior-, Jacqueline, Bernard e o estilista Christian Dior. Após a falência das fábricas Dior após o crash financeiro de 1929, e a morte de sua mãe em 1931, a família se estabeleceu em 1932 em Callian, perto de Grasse, na Provença.

### Segunda Guerra Mundial
Em novembro de 1941, Dior conheceu o membro fundador da Resistance, Hervé des Charbonneries, enquanto fazia compras em Cannes. Ela se apaixonou por ele; aos 36 anos, des Charbonneries era casado e tinha 3 filhos. Dior juntou-se a ele na Resistência no final de 1941, logo depois que seu irmão Christian voltou a Paris. Ela usou o apartamento de Christian em Paris, localizado na Rue Royale, 10, a fim de hospedar reuniões clandestinas da Resistência. Dior estava envolvida com a seção "Massif Central" da rede F2, uma unidade de inteligência da Resistência financiada pelos britânicos e criada pelo governo polonês no exílio para operar na França. Des Charbonnies pertencia à mesma rede e operava na Zone Sud sob a liderança do almirante Jacques Trolley de Prévaux. Dior era responsável pela transmissão de relatórios clandestinos para Londres.
Em 6 de julho de 1944, Dior foi presa junto com outras 26 pessoas do grupo, então torturadas pela Gestapo. Christian tentou obter sua libertação por meio dos contatos nazistas que havia feito em seu trabalho e com a ajuda de seu amigo, o cônsul-geral sueco Raoul Nordling. Em 18 de agosto, Nordling conseguiu convencer os nazistas a colocar Catarina sob a proteção do estado sueco, mas ela já havia sido deportada em 15 de agosto em um dos últimos trens da prisão saindo de Paris em direção ao campo de concentração de mulheres de Ravensbrück. Trolley de Prévaux foi preso em Marselha no mesmo mês.
Dior foi posteriormente transferida de Ravensbrück para a prisão militar de Torgau e enviado para o "Anton Kommando" feminino para trabalhar na produção de explosivos em uma mina de potássio desativada. Ela então trabalhou em Abberode - um dos campos satélites do campo de concentração de Buchenwald - e em uma fábrica de aviação em Leipzig-Markkleeberg, que acabou sendo capturada pelo Exército dos EUA em 19 de abril de 1945. Dior foi libertada perto de Dresden no mesmo mês e voltou a Paris em 28 de maio de 1945. Em 1952, ela testemunhou em um julgamento contra 14 pessoas responsáveis pelo escritório da Gestapo em Paris.
Dior foi premiada com várias medalhas de honra por seus atos de resistência: a Croix de Guerre - uma distinção geralmente reservada às forças armadas regulares -, a Cruz de Combatente Voluntário da Resistência, a Cruz de Combatente, a Medalha do Rei pela Coragem na Causa da Liberdade , e foi nomeada um Chevalière da Legião de Honra.

### Miss Dior

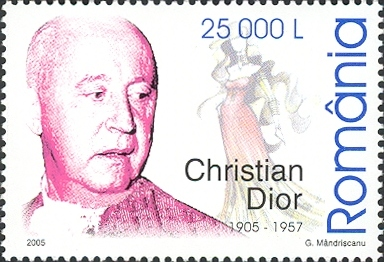
O irmão de Catherine, Christian Dior. Retratado em um selo postal romeno de 2005.

Depois da guerra, Dior se tornou uma "representante em flores de corte" (mandataire en fleurs coupées). Durante 12 anos, ela trabalhou com des Charbonneries no mercado Halles em Paris, negociando flores do sul da França e das colônias francesas. Ela então se mudou para Callian, Provença, comprando lá uma fazenda de rosas para a produção de fragrâncias, que ela continuou a explorar até sua morte. O testamento de Christian Dior, datado de 30 de agosto de 1957, deixou seus bens para serem divididos igualmente entre sua irmã Catherine e Raymonde Zehnacker, sua mão direita. Ele morreu de ataque cardíaco em 23 de outubro do mesmo ano, aos 52 anos.
A fragrância Miss Dior, apresentada em 12 de fevereiro de 1947 durante o primeiro desfile da empresa, pode ter recebido o seu nome. Embora a relação não seja confirmada pelo site oficial da Dior, a história é frequentemente mencionada por jornalistas. De acordo com a lenda, Catherine Dior entrou repentinamente na sala enquanto seu irmão Christian estava pensando em nomes para a flagrância com sua musa Mitzah Bricard; "Ah, aqui está a Srta. Dior!", Bricard disse, e Christian supostamente respondeu "Srta. Dior: agora há um nome para o meu perfume!".

### Últimos anos
Em outubro de 1963, ela se distanciou publicamente de sua sobrinha Françoise Dior após seu casamento com o líder neo-nazista britânico Colin Jordan. Dior divulgou um comunicado de imprensa denunciando a "publicidade dada pela imprensa e pela televisão às declarações absurdas de [sua] sobrinha Françoise Dior. A fama de [seu] irmão Christian Dior não deve ser usada para destacar o escândalo e correr o risco de manchar um nome carregado com honra. e patriotismo por membros da minha família."
Ela continuou preservando o legado de seu irmão até sua morte. Em 1999, Dior inaugurou o Museu Christian-Dior em Granville e tornou-se seu presidente honorário. Catherine Dior morreu em 17 de junho de 2008 em Callian aos 91 anos. Ela foi enterrada perto de seu irmão Christian.

## Legado
Em setembro de 2019, Maria Grazia Chiuri, então diretora de criação da Christian Dior Itália, dedicou a coleção Pronto-a-Vestir Primavera-Verão 2020 para Catherine Dior, inspirada por sua paixão por flores.